# Clazolam
Il clazolam (SAH-1123), noto anche come isoquinazepon, è uno psicofarmaco che è un derivato fuso di benzodiazepina e tetraidroisochinolina. È stato sviluppato negli anni '60 ma non è mai stato commercializzato. Possiede effetti ansiolitici ed è anche affermato di avere proprietà antidepressive.